# Estádio de Softbol Fengtai
O Estádio de Softbol Fengtai (Fengtai Sports Center Softball Field em inglês) é um estádio de softbol localizado em Pequim, na China. O local sediou as competições de softbol nos Jogos Olímpicos de Verão de 2008.
O complexo do estádio consiste de dois campos de competição e um de treinos. O estádio tem capacidade para 13.000 pessoas e uma área total de 15.570 m². O Fengtai também foi sede dos Jogos Asiáticos de 1990 e da Copa do Mundo Feminina de Softbol de 1992.
A reforma no estádio foi completada em 28 de julho de 2006 para o Campeonato Mundial de Softbol de 2006. Foi a primeira instalação olímpica a ficar pronta[carece de fontes?].